# 소리로 보는 세상
소리로 보는 세상은 KBS 3라디오에서 방송했던 시각장애인을 위한 월간지 낭독 프로그램이다.

## 역사
2000년 1월 1일 KBS 3라디오 개국과 함께 《클릭 1시! 세상이 보인다》로 방송을 시작해, 2001년 4월 9일부터 "소리로 보는 세상"으로 제목을 변경하여 역대로 시간대가 변경되어 방송됐으나, 2010년 12월 31일 방송을 마지막으로 10년만에 폐지되었다.

## 역대 방송시간
| 방송 채널   | 방송 기간                           | 방송 시간                                                                | 제목                    |
| ----------- | ----------------------------------- | ------------------------------------------------------------------------ | ----------------------- |
| KBS 3라디오 | 2000년 1월 1일 ~ 2001년 4월 8일     | 매일 낮 1:00 ~ 오후 2:00 (생방송), 매일 새벽 1:00 ~ 새벽 2:00 (재방송)   | 클릭 1시! 세상이 보인다 |
| KBS 3라디오 | 2001년 4월 9일 ~ 2002년 3월 31일    | 매일 오후 2:00 ~ 오후 3:00 (생방송), 매일 새벽 1:00 ~ 새벽 2:00 (재방송) | 소리로 보는 세상        |
| KBS 3라디오 | 2002년 4월 1일 ~ 2002년 10월 20일   | 매일 밤 8:00 ~ 밤 9:00 (생방송), 매일 새벽 1:00 ~ 새벽 2:00 (재방송)     | 소리로 보는 세상        |
| KBS 3라디오 | 2002년 10월 21일 ~ 2003년 10월 19일 | 매일 밤 9:00 ~ 밤 10:00                                                  | 소리로 보는 세상        |
| KBS 3라디오 | 2003년 10월 20일 ~ 2004년 4월 25일  | 매일 저녁 7:00 ~ 밤 8:30 (생방송), 매일 새벽 1:30 ~ 새벽 3:00 (재방송)   | 소리로 보는 세상        |
| KBS 3라디오 | 2004년 4월 26일 ~ 2005년 5월 1일    | 매일 저녁 7:00 ~ 밤 8:00 (생방송), 매일 새벽 1:00 ~ 새벽 2:00 (재방송)   | 소리로 보는 세상        |
| KBS 3라디오 | 2005년 5월 2일 ~ 2006년 4월 23일    | 매일 저녁 7:00 ~ 밤 8:30 (생방송), 매일 새벽 1:00 ~ 새벽 2:30 (재방송)   | 소리로 보는 세상        |
| KBS 3라디오 | 2006년 4월 24일 ~ 2010년 11월 7일   | 매일 저녁 7:00 ~ 밤 8:00 (생방송), 매일 새벽 2:00 ~ 새벽 3:00 (재방송)   | 소리로 보는 세상        |
| KBS 3라디오 | 2010년 11월 22일 ~ 2010년 12월 31일 | 매일 저녁 7:00 ~ 밤 8:00 (생방송), 매일 새벽 2:00 ~ 새벽 3:00 (재방송)   | 소리로 보는 세상        |
| KBS 3라디오 | 2010년 11월 8일 ~ 2010년 11월 21일  | 매일 저녁 7:00 ~ 저녁 7:30 (생방송), 매일 새벽 2:00 ~ 새벽 2:30 (재방송) | 소리로 보는 세상        |

## 역대 진행자

### 클릭 1시! 세상이 보인다
- 2000년 1월 1일 ~ 2000년 11월 5일 : 유동균, 문둘정
- 2000년 11월 6일 ~ 2001년 4월 8일 : 하성용, 오경순

### 소리로 보는 세상
- 2001년 4월 9일 ~ 2002년 3월 31일 : 손선근, 이향숙
- 2002년 4월 1일 ~ 2002년 10월 20일 : 임진응, 은영선
- 2002년 10월 21일 ~ 2003년 10월 19일 : 임진응, 김지혜
- 2003년 10월 20일 ~ 2004년 4월 25일 : 임진응, 임주현
- 2004년 4월 26일 ~ 2004년 10월 17일 : 윤세웅, 이은정
- 2004년 10월 18일 ~ 2005년 5월 1일 : 박정민, 박소현
- 2005년 5월 2일 ~ 2007년 4월 15일 : 김희영, 방우호
- 2007년 4월 16일 ~ 2008년 11월 16일 : 배은주, 백승철
- 2008년 11월 17일 ~ 2009년 10월 25일 : 안찬이, 조규준
- 2009년 10월 26일 ~ 2010년 4월 18일 : 김상백, 우현주
- 2010년 4월 19일 ~ 2010년 9월 19일 : 김두용, 홍수정
- 2010년 9월 20일 ~ 2010년 12월 31일 : 조현철, 공경은